# حورور (ذمار)
حورور هي إحدى قرى الجمهورية اليمنية. تتبع جغرافيا لمحافظة ذمار وإداريًا لمديرية ميفعة عنس. يبلغ تعداد سكانها 3306 نسمة حسب الإحصاء الذي أجري عام 2004.